# Campeonato Boliviano de Futebol de 2024 – Primeira Divisão
A Primeira Divisão do Campeonato Boliviano de 2024, oficialmente chamada de División Profesional, foi a 91ª edição da principal divisão do futebol boliviano. A Federação Boliviana de Futebol (FBF) organiza e controla o desenvolvimento do torneio através da Comissão de Competições da Divisão Profissional.
Nesta edição, o número de equipes foi reduzido para 16, e o número de departamentos representados para sete, em comparação à temporada anterior, que contou com oito. Além disso, depois de 23 anos foi novamente realizada uma final nacional para definir o campeão da temporada e o prêmio de um milhão de dólares.
Esta temporada foi a de estreia dos clubes GV San José e San Antonio Bulo Bulo.

## Formato
No dia 10 de janeiro de 2024, em reunião do Conselho Superior da Divisão Profissional, foi definida a data estimada de início do torneio para 16 de fevereiro. Nesse mesmo dia, após reunião entre dirigentes, foi definido o formato da temporada: seriam disputados dois torneios: um por grupos e outro no sistema de todos contra todos (30 rodadas).
O título de campeão da Divisão Profissional de 2024 foi decidido em final entre os vencedores dos torneios Apertura e Clausura. Caso uma equipe tivesse vencido os dois torneios, era automaticamente declarada campeã nacional da Primeira Divisão de 2024.
Os pontos obtidos pelas equipes nos dois torneios curtos (Apertura e Clausura) são somados à tabela acumulada para definir o rebaixamento direto e indireto e a classificação para torneios internacionais.
O time que terminou na última colocação da tabela acumulada foi rebaixado diretamente, enquanto que o penúltimo (15° lugar) teve que jogar um play-off pela permanência contra o vice-campeão da Copa Simón Bolívar de 2024.

### Classificação aos torneios internacionais
A CONMEBOL concede 8 vagas à Bolívia para os torneios internacionais, sendo distribuídas da seguinte forma de acordo com as conclusões do Conselho da Divisão Profissional de 9 de janeiro de 2024.
Copa Libertadores
- Bolívia 1: Campeão do Apertura
- Bolívia 2: Campeão do Clausura
- Bolívia 3: 1° lugar da Tabela Acumulada
- Bolívia 4: 5° lugar da Tabela Acumulada

Copa Sul-Americana
- Bolívia 1: Vice-campeão do Apertura
- Bolívia 2: 2° lugar da Tabela Acumulada
- Bolívia 3: 3° lugar da Tabela Acumulada
- Bolívia 4: 4° lugar da Tabela Acumulada

Nota: Caso uma equipe repita algum dos dois torneios ou melhore sua classificação para torneios internacionais, o melhor colocado na tabela acumulada terá direito às vagas disponíveis, sendo a menor colocação entre os dois torneios da Conmebol 2025 a última vaga da Copa Libertadores.

## Equipes participantes
Um total de 17 equipes participaram dessa edição, 15 da equipes da edição de 2023, e o campeão e o vice-campeão da segunda divisão de 2023.
| Clube                 | Promovido como                   |
| --------------------- | -------------------------------- |
| GV San José           | 1º na Copa Simón Bolivar de 2023 |
| San Antonio Bulo Bulo | 2º e vencedor do Play-off        |

| Clube                 | Rebaixado como             |
| --------------------- | -------------------------- |
| Libertad Gran Mamoré  | 15º e perdedor do Play-off |
| Vaca Díez             | 16º na tabela acumulada    |
| Palmaflor del Trópico | 17º na tabela acumulada    |

### Informação das equipes
| Equipe                  | Cidade                  | Departamento | Estádio                  | Capacidade | Títulos | 2022 |
| ----------------------- | ----------------------- | ------------ | ------------------------ | ---------- | ------- | ---- |
| Always Ready            | El Alto                 | La Paz       | Municipal de El Alto     | 25.000     | 3       | 3º   |
| Aurora                  | Cochabamba              | Cochabamba   | Félix Capriles           | 32.000     | 2       | 4º   |
| Blooming                | Santa Cruz de la Sierra | Santa Cruz   | Ramón Aguilera Costas    | 32.000     | 5       | 9º   |
| Bolívar                 | La Paz                  | La Paz       | Hernando Siles           | 42000      | 30      | 2º   |
| Guabirá                 | Montero                 | Santa Cruz   | Gilberto Parada          | 18.000     | 1       | 12º  |
| GV San José             | Oruro                   | Oruro        | Jesús Bermúdez           | 33.000     | 0       |      |
| Independiente Petrolero | Sucre                   | Chuquisaca   | Olímpico Patria          | 30.000     | 1       | 14º  |
| Jorge Wilstermann       | Cochabamba              | Cochabamba   | Félix Capriles           | 32.000     | 15      | 7º   |
| Nacional Potosí         | Potosí                  | Potosí       | Víctor Agustín Ugarte    | 30.000     | 0       | 5º   |
| Oriente Petrolero       | Santa Cruz de la Sierra | Santa Cruz   | Ramón Aguilera Costas    | 38.500     | 5       | 11º  |
| Real Santa Cruz         | Santa Cruz de la Sierra | Santa Cruz   | Real Santa Cruz          | 12.000     | 0       | 10º  |
| Real Tomayapo           | Tarija                  | Tarija       | IV Centenario            | 20.000     | 0       | 6º   |
| Royal Pari              | Santa Cruz de la Sierra | Santa Cruz   | Ramón Aguilera Costas    | 38.500     | 0       | 13º  |
| San Antonio Bulo Bulo   | Entre Ríos Tacuaral     | Cochabamba   | Carlos Villegas          | 17.000     | 0       |      |
| The Strongest           | La Paz                  | La Paz       | Hernando Siles           | 42.000     | 16      | 1º   |
| Universitario de Vinto  | Vinto                   | Cochabamba   | Estadio Hipólito Lazarte | 2.000      | 0       | 8°   |

### Número de times por departamento
| N° de times | Departamento | Time(s)                                                                   |
| ----------- | ------------ | ------------------------------------------------------------------------- |
| 5           | Santa Cruz   | Blooming, Guabirá, Oriente Petrolero, Real Santa Cruz e Royal Pari        |
| 4           | Cochabamba   | Aurora, Jorge Wilstermann, San Antonio Bulo Bulo e Universitario de Vinto |
| 3           | La Paz       | Always Ready, Bolívar e The Strongest                                     |
| 1           | Chuquisaca   | Independiente Petrolero                                                   |
| 1           | Oruro        | GV San José                                                               |
| 1           | Potosí       | Nacional Potosí                                                           |
| 1           | Tarija       | Real Tomayapo                                                             |

## Torneo Apertura
O Torneo Apertura, conhecido como Copa Paceña de 2024 para fins de patrocínio, foi o primeiro torneio da temporada de 2024. Começou em 16 de fevereiro e terminou em 5 de maio de 2024. O campeão do torneio se classificou para a Copa Libertadores de 2025 como Bolívia 1 e à final para definir o título de Campeão Nacional da Primeira Divisão 2024 contra o vencedor do Torneio Clausura, enquanto o vice-campeão se classificou para a Copa Sul-Americana de 2025 como Bolívia 1.

### Fase de grupos

#### Grupo A
| Pos | Equipe                | Pts | J | V | E | D | GP | GC | SG | Classificado            |     | STR | SAB | RTO | RSC |
| --- | --------------------- | --- | - | - | - | - | -- | -- | -- | ----------------------- | --- | --- | --- | --- | --- |
| 1   | The Strongest         | 16  | 8 | 5 | 1 | 2 | 17 | 15 | +2 | Avança à liguilla final |     | —   | 2–0 | 2–1 | 3–0 |
| 2   | San Antonio Bulo Bulo | 14  | 8 | 4 | 2 | 2 | 15 | 7  | +8 | Avança à liguilla final |     | 5–1 | —   | 3–0 | 2–1 |
| 3   | Real Tomayapo         | 11  | 8 | 3 | 2 | 3 | 10 | 12 | −2 |                         |     | 2–0 | 2–2 | —   | 2–1 |
| 4   | Real Santa Cruz       | 4   | 8 | 1 | 1 | 6 | 8  | 17 | −9 |                         | 2–3 | 0–3 | 1–2 | —   |     |

#### Grupo B
| Pos | Equipe          | Pts | J | V | E | D | GP | GC | SG | Classificado            |     | AUR | NAC | BLO | RPA |
| --- | --------------- | --- | - | - | - | - | -- | -- | -- | ----------------------- | --- | --- | --- | --- | --- |
| 1   | Aurora          | 14  | 8 | 4 | 2 | 2 | 14 | 7  | +7 | Avança à liguilla final |     | —   | 4–1 | 4–2 | 4–1 |
| 2   | Nacional Potosí | 14  | 8 | 4 | 2 | 2 | 13 | 11 | +2 | Avança à liguilla final |     | 1–0 | —   | 3–3 | 2–0 |
| 3   | Blooming        | 14  | 8 | 4 | 2 | 2 | 12 | 12 | 0  |                         |     | 1–0 | 2–1 | —   | 0–2 |
| 4   | Royal Pari      | 8   | 8 | 2 | 2 | 4 | 7  | 10 | −3 |                         | 0–0 | 0–1 | 1–2 | —   |     |

#### Grupo C
| Pos | Equipe                  | Pts | J | V | E | D | GP | GC | SG | Classificado            |     | UVI | IPE | GUA | CAR |
| --- | ----------------------- | --- | - | - | - | - | -- | -- | -- | ----------------------- | --- | --- | --- | --- | --- |
| 1   | Universitario de Vinto  | 14  | 8 | 4 | 2 | 2 | 8  | 7  | +1 | Avança à liguilla final |     | —   | 2–1 | 1–0 | 2–1 |
| 2   | Independiente Petrolero | 11  | 8 | 3 | 2 | 3 | 10 | 11 | −1 | Avança à liguilla final |     | 1–0 | —   | 3–2 | 1–1 |
| 3   | Guabirá                 | 10  | 8 | 3 | 1 | 4 | 12 | 11 | +1 |                         |     | 3–1 | 2–1 | —   | 3–1 |
| 4   | Always Ready            | 6   | 8 | 1 | 3 | 4 | 6  | 10 | −4 |                         | 1–1 | 0–1 | 1–0 | —   |     |

#### Grupo D
| Pos | Equipe            | Pts | J | V | E | D | GP | GC | SG | Classificado            |     | BOL | GVS | ORI | WIL |
| --- | ----------------- | --- | - | - | - | - | -- | -- | -- | ----------------------- | --- | --- | --- | --- | --- |
| 1   | Bolívar           | 16  | 8 | 5 | 1 | 2 | 19 | 13 | +6 | Avança à liguilla final |     | —   | 3–1 | 4–2 | 2–1 |
| 2   | GV San José       | 11  | 8 | 3 | 2 | 3 | 12 | 14 | −2 | Avança à liguilla final |     | 2–1 | —   | 1–3 | 2–2 |
| 3   | Oriente Petrolero | 10  | 8 | 3 | 1 | 4 | 9  | 13 | −4 |                         |     | 0–2 | 1–0 | —   | 2–1 |
| 4   | Jorge Wilstermann | 5   | 8 | 1 | 2 | 5 | 12 | 14 | −2 |                         | 1–2 | 3–4 | 3–0 | —   |     |

#### Clássicos intergrupais
| Time 1                  | Rodada 3 | Time 2                 |
| ----------------------- | -------- | ---------------------- |
| GV San José             | 1–0      | Always Ready           |
| Bolívar                 | 4–4      | The Strongest          |
| Independiente Petrolero | 1–1      | Nacional Potosí        |
| Aurora                  | 1–0      | Jorge Wilstermann      |
| San Antonio Bulo Bulo   | 0–0      | Universitario de Vinto |
| Blooming                | 2–1      | Oriente Petrolero      |
| Guabirá                 | 1–2      | Real Santa Cruz        |
| Real Tomayapo           | 0–2      | Royal Pari             |

| Time 1                 | Rodada 5 | Time 2                  |
| ---------------------- | -------- | ----------------------- |
| Always Ready           | 1–1      | GV San José             |
| The Strongest          | 2–1      | Bolívar                 |
| Nacional Potosí        | 3–1      | Independiente Petrolero |
| Jorge Wilstermann      | 1–1      | Aurora                  |
| Universitario de Vinto | 1–0      | San Antonio Bulo Bulo   |
| Oriente Petrolero      | 0–0      | Blooming                |
| Real Santa Cruz        | 1–1      | Guabirá                 |
| Royal Pari             | 1–1      | Real Tomayapo           |

Legenda: Azul = vitória do time mandante; Amarelo = empate; Vermelho = vitória do time visitante.

#### Desempenho
Clubes que lideraram cada grupo ao final de cada rodada:
|         | 1   | 2   | 3   | 4   | 5   | 6   | 7   | 8   |     |
| Grupo A | RTO | RTO | SAB | SAB | STR | SAB | SAB | STR |     |
| Grupo B | BLO | NAC | NAC | NAC | NAC | NAC | NAC | AUR |     |
| Grupo C | GUA | UVI | UVI | UVI | UVI | UVI | UVI | UVI |     |
| Grupo D | WIL | BOL | BOL | BOL | BOL | BOL | BOL | BOL | BOL |

### Liguilla final

#### Chaveamento
|  | Quartas de final        | Quartas de final       | Quartas de final | Quartas de final |      |                         | Semifinais     | Semifinais     | Semifinais     | Semifinais     |  |                        | Final         | Final         | Final         | Final         |  |  |
|  | 14–18 de abril          | 14–18 de abril         | 14–18 de abril   | 14–18 de abril   |      |                         | 20–28 de abril | 20–28 de abril | 20–28 de abril | 20–28 de abril |  |                        | 1 e 4 de maio | 1 e 4 de maio | 1 e 4 de maio | 1 e 4 de maio |  |  |
|  |                         |                        |                  |                  |      |                         |                |                |                |                |  |                        |               |               |               |               |  |  |
|  | GV San José             | 0                      | 1                | 1                |      |                         |                |                |                |                |  |                        |               |               |               |               |  |  |
|  | The Strongest           | 2                      | 2                | 4                |      |                         |                |                |                |                |  |                        |               |               |               |               |  |  |
|  | The Strongest           | 2                      | 2                | 4                |      | The Strongest           | 1              | 1              | 2(8)           |                |  |                        |               |               |               |               |  |  |
|  |                         |                        |                  |                  |      | The Strongest           | 1              | 1              | 2(8)           |                |  |                        |               |               |               |               |  |  |
|  |                         | Universitario de Vinto | 0                | 2                | 2(9) |                         |                |                |                |                |  |                        |               |               |               |               |  |  |
|  | Nacional Potosí         | Universitario de Vinto | 0                | 2                | 2(9) | 0                       | 1              | 1              |                |                |  |                        |               |               |               |               |  |  |
|  | Nacional Potosí         |                        |                  |                  |      | 0                       | 1              | 1              |                |                |  |                        |               |               |               |               |  |  |
|  | Universitario de Vinto  | 1                      | 3                | 4                |      |                         |                |                |                |                |  |                        |               |               |               |               |  |  |
|  | Universitario de Vinto  | 1                      | 3                | 4                |      |                         |                |                |                |                |  | Universitario de Vinto | 1             | 1             | 2             |               |  |  |
|  |                         |                        |                  |                  |      |                         |                |                |                |                |  | Universitario de Vinto | 1             | 1             | 2             |               |  |  |
|  |                         | San Antonio Bulo Bulo  | 2                | 1                | 3    |                         |                |                |                |                |  |                        |               |               |               |               |  |  |
|  | Independiente Petrolero | San Antonio Bulo Bulo  | 2                | 1                | 3    | 0                       | 3              | 3(5)           |                |                |  |                        |               |               |               |               |  |  |
|  | Independiente Petrolero |                        |                  |                  |      | 0                       | 3              | 3(5)           |                |                |  |                        |               |               |               |               |  |  |
|  | Aurora                  | 1                      | 2                | 3(4)             |      |                         |                |                |                |                |  |                        |               |               |               |               |  |  |
|  | Aurora                  | 1                      | 2                | 3(4)             |      | Independiente Petrolero | 1              | 3              | 4              |                |  |                        |               |               |               |               |  |  |
|  |                         |                        |                  |                  |      | Independiente Petrolero | 1              | 3              | 4              |                |  |                        |               |               |               |               |  |  |
|  |                         | San Antonio Bulo Bulo  | 6                | 1                | 7    |                         |                |                |                |                |  |                        |               |               |               |               |  |  |
|  | San Antonio Bulo Bulo   | San Antonio Bulo Bulo  | 6                | 1                | 7    | 1                       | 1              | 2              |                |                |  |                        |               |               |               |               |  |  |
|  | San Antonio Bulo Bulo   |                        |                  |                  |      | 1                       | 1              | 2              |                |                |  |                        |               |               |               |               |  |  |
|  | Bolívar                 | 0                      | 1                | 1                |      |                         |                |                |                |                |  |                        |               |               |               |               |  |  |

#### Quartas de final
| Equipe 1                | Total         | Equipe 2               | 1.º jogo | 2.º jogo |
| ----------------------- | ------------- | ---------------------- | -------- | -------- |
| GV San José             | 1 – 4         | The Strongest          | 0 – 2    | 1 – 2    |
| Nacional Potosí         | 1 – 4         | Universitario de Vinto | 0 – 1    | 1 – 3    |
| Independiente Petrolero | 3 – 3 (5–4 p) | Aurora                 | 0 – 1    | 3 – 2    |
| San Antonio Bulo Bulo   | 2 – 1         | Bolívar                | 1 – 0    | 1 – 1    |

#### Semifinais
| Equipe 1                | Total        | Equipe 2               | 1.º jogo | 2.º jogo |
| ----------------------- | ------------ | ---------------------- | -------- | -------- |
| The Strongest           | 2 – 2 (8–9 p | Universitario de Vinto | 1 – 0    | 1 – 2    |
| Independiente Petrolero | 4 – 7        | San Antonio Bulo Bulo  | 1 – 6    | 3 – 1    |

### Final do Apertura
| 1 de maio     | Universitario de Vinto | 1 – 2 | San Antonio Bulo Bulo       | Estádio Félix Capriles, Cochabamba |
| 15:00 (UTC−4) | Magallanes 74'         |       | 34' Passira · 40' Passadore | Árbitro: CHI Juan Lara             |

| 5 de maio     | San Antonio Bulo Bulo | 1 – 1 | Universitario de Vinto | Estádio Dr. Carlos Villegas, Entre Ríos |
| 15:00 (UTC−4) | Pasadore 15'          |       | 73' Monteiro           | Árbitro: CHI José Cabero                |

San Antonio Bulo Bulo venceu por 3–2 no agregado

## Torneo Clausura

### Classificação
| Pos | Equipe                  | Pts | J  | V  | E  | D  | GP | GC | SG  | Classificação ou descenso                                              |
| --- | ----------------------- | --- | -- | -- | -- | -- | -- | -- | --- | ---------------------------------------------------------------------- |
| 1   | Bolívar (C)             | 67  | 30 | 20 | 7  | 3  | 76 | 25 | +51 | Final do torneio e fase de grupos Copa Libertadores da América de 2025 |
| 2   | The Strongest           | 60  | 30 | 18 | 6  | 6  | 62 | 34 | +28 |                                                                        |
| 3   | GV San José             | 48  | 30 | 14 | 6  | 10 | 62 | 40 | +22 |                                                                        |
| 4   | Aurora                  | 48  | 30 | 12 | 12 | 6  | 49 | 40 | +9  |                                                                        |
| 5   | Always Ready            | 46  | 30 | 13 | 7  | 10 | 48 | 37 | +11 |                                                                        |
| 6   | Nacional Potosí         | 46  | 30 | 13 | 7  | 10 | 52 | 47 | +5  |                                                                        |
| 7   | Blooming                | 45  | 30 | 13 | 6  | 11 | 36 | 43 | −7  |                                                                        |
| 8   | Jorge Wilstermann       | 44  | 30 | 11 | 11 | 8  | 35 | 30 | +5  |                                                                        |
| 9   | Real Tomayapo           | 43  | 30 | 13 | 4  | 13 | 41 | 41 | 0   |                                                                        |
| 10  | Independiente Petrolero | 36  | 30 | 9  | 9  | 12 | 48 | 58 | −10 |                                                                        |
| 11  | Oriente Petrolero       | 35  | 30 | 10 | 5  | 15 | 44 | 58 | −14 |                                                                        |
| 12  | Universitario de Vinto  | 34  | 30 | 9  | 7  | 14 | 36 | 47 | −11 |                                                                        |
| 13  | San Antonio Bulo Bulo   | 31  | 30 | 8  | 7  | 15 | 40 | 58 | −18 |                                                                        |
| 14  | Guabirá                 | 30  | 30 | 8  | 6  | 16 | 36 | 53 | −17 |                                                                        |
| 15  | Royal Pari              | 29  | 30 | 7  | 8  | 15 | 30 | 46 | −16 |                                                                        |
| 16  | Real Santa Cruz         | 22  | 30 | 6  | 4  | 20 | 30 | 68 | −38 |                                                                        |

## Desempenho por rodada
Clubes que lideraram o campeonato ao final de cada rodada:
| Rodadas  | Rodadas | Rodadas | Rodadas | Rodadas | Rodadas | Rodadas | Rodadas | Rodadas | Rodadas | Rodadas | Rodadas | Rodadas | Rodadas | Rodadas | Rodadas | Rodadas | Rodadas | Rodadas | Rodadas | Rodadas | Rodadas | Rodadas | Rodadas | Rodadas | Rodadas | Rodadas | Rodadas | Rodadas | Rodadas | Rodadas |
| -------- | ------- | ------- | ------- | ------- | ------- | ------- | ------- | ------- | ------- | ------- | ------- | ------- | ------- | ------- | ------- | ------- | ------- | ------- | ------- | ------- | ------- | ------- | ------- | ------- | ------- | ------- | ------- | ------- | ------- | ------- |
|          | 1       | 2       | 3       | 4       | 5       | 6       | 7       | 8       | 9       | 10      | 11      | 12      | 13      | 14      | 15      | 16      | 17      | 18      | 19      | 20      | 21      | 22      | 23      | 24      | 25      | 26      | 27      | 28      | 29      | 30      |
| Clausura | AUR     | BOL     | CAR     | BOL     | BOL     | BOL     | BOL     | BOL     | BOL     | BOL     | BOL     | BOL     | BOL     | BOL     | BOL     | BOL     | BOL     | BOL     | BOL     | BOL     | BOL     | BOL     | BOL     | BOL     | BOL     | BOL     | BOL     | BOL     | BOL     | BOL     |

Clubes que ficaram na última posição do campeonato ao final de cada rodada:
| Rodadas  | Rodadas | Rodadas | Rodadas | Rodadas | Rodadas | Rodadas | Rodadas | Rodadas | Rodadas | Rodadas | Rodadas | Rodadas | Rodadas | Rodadas | Rodadas | Rodadas | Rodadas | Rodadas | Rodadas | Rodadas | Rodadas | Rodadas | Rodadas | Rodadas | Rodadas | Rodadas | Rodadas | Rodadas | Rodadas | Rodadas |
| -------- | ------- | ------- | ------- | ------- | ------- | ------- | ------- | ------- | ------- | ------- | ------- | ------- | ------- | ------- | ------- | ------- | ------- | ------- | ------- | ------- | ------- | ------- | ------- | ------- | ------- | ------- | ------- | ------- | ------- | ------- |
|          | 1       | 2       | 3       | 4       | 5       | 6       | 7       | 8       | 9       | 10      | 11      | 12      | 13      | 14      | 15      | 16      | 17      | 18      | 19      | 20      | 21      | 22      | 23      | 24      | 25      | 26      | 27      | 28      | 29      | 30      |
| Clausura | RSC     | RSC     | RSC     | RSC     | RSC     | RSC     | RSC     | RSC     | RSC     | RSC     | RSC     | RSC     | RSC     | RSC     | RPA     | RSC     | RSC     | RSC     | RSC     | RSC     | RSC     | RPA     | RSC     | RSC     | RSC     | RSC     | RSC     | RSC     | RSC     | RSC     |

### Resultados
| Mandante \ Visitante    | CAR | AUR | BLO | BOL | GUA | GVS | IPE | WIL | NAC | ORI | RSC | RTO | RPA | SAB | STR | UVI |
| ----------------------- | --- | --- | --- | --- | --- | --- | --- | --- | --- | --- | --- | --- | --- | --- | --- | --- |
| Always Ready            | —   | 2–3 | 1–0 | 1–5 | 3–0 | 1–0 | 0–0 | 1–0 | 2–1 | 2–3 | 5–2 | 1–1 | 4–0 | 1–1 | 0–0 | 1–2 |
| Aurora                  | 1–0 | —   | 1–0 | 1–1 | 2–1 | 2–1 | 2–0 | 0–0 | 1–1 | 3–1 | 7–1 | 0–0 | 0–3 | 2–3 | 1–0 | 1–2 |
| Blooming                | 1–1 | 1–1 | —   | 0–5 | 1–1 | 1–2 | 2–1 | 3–0 | 4–1 | 0–0 | 3–1 | 1–0 | 2–1 | 1–0 | 4–1 | 1–0 |
| Bolívar                 | 0–0 | 0–1 | 0–0 | —   | 3–2 | 4–0 | 3–0 | 2–0 | 5–3 | 2–0 | 4–0 | 4–1 | 5–0 | 0–0 | 4–1 | 5–1 |
| Guabirá                 | 1–3 | 1–1 | 4–2 | 0–3 | —   | 1–0 | 1–2 | 3–1 | 1–1 | 2–0 | 0–1 | 2–1 | 0–0 | 1–2 | 1–0 | 4–2 |
| GV San José             | 0–1 | 2–2 | 6–0 | 3–2 | 5–0 | —   | 2–2 | 0–0 | 2–1 | 2–0 | 4–0 | 5–0 | 3–0 | 2–0 | 5–2 | 4–1 |
| Independiente Petrolero | 3–7 | 2–1 | 5–1 | 0–1 | 0–0 | 0–1 | —   | 2–2 | 3–3 | 3–2 | 3–0 | 2–1 | 2–2 | 3–3 | 0–2 | 3–2 |
| Jorge Wilstermann       | 1–0 | 1–3 | 3–0 | 2–2 | 3–0 | 0–0 | 3–2 | —   | 2–2 | 2–2 | 2–0 | 2–1 | 2–0 | 0–1 | 0–0 | 1–1 |
| Nacional Potosí         | 1–2 | 1–2 | 4–2 | 2–1 | 3–0 | 2–1 | 2–0 | 0–0 | —   | 4–1 | 1–0 | 1–0 | 2–1 | 3–1 | 1–1 | 1–2 |
| Oriente Petrolero       | 2–1 | 5–0 | 0–1 | 1–4 | 2–1 | 4–2 | 1–1 | 1–0 | 2–2 | —   | 1–3 | 4–2 | 0–0 | 0–2 | 0–1 | 2–1 |
| Real Santa Cruz         | 2–1 | 2–2 | 0–1 | 2–3 | 0–1 | 2–3 | 0–2 | 0–2 | 2–4 | 0–1 | —   | 1–5 | 1–1 | 1–0 | 1–2 | 1–1 |
| Real Tomayapo           | 2–0 | 2–1 | 0–1 | 2–2 | 2–1 | 2–0 | 3–2 | 0–1 | 2–0 | 4–3 | 2–1 | —   | 1–0 | 1–0 | 2–0 | 0–1 |
| Royal Pari              | 0–2 | 1–1 | 2–1 | 0–1 | 3–3 | 3–1 | 2–2 | 0–1 | 2–0 | 2–1 | 0–2 | 0–2 | —   | 1–0 | 1–2 | 0–0 |
| San Antonio Bulo Bulo   | 3–3 | 3–3 | 0–1 | 1–3 | 3–2 | 3–3 | 3–1 | 1–2 | 2–3 | 1–2 | 2–3 | 1–1 | 0–3 | —   | 0–3 | 2–1 |
| The Strongest           | 1–0 | 1–1 | 1–1 | 1–1 | 3–2 | 3–2 | 5–0 | 2–1 | 2–1 | 6–2 | 4–0 | 2–0 | 3–1 | 8–0 | —   | 1–0 |
| Universitario de Vinto  | 1–2 | 2–2 | 1–0 | 0–1 | 1–0 | 1–1 | 1–2 | 1–1 | 0–1 | 4–1 | 1–1 | 2–1 | 2–1 | 0–2 | 2–4 | —   |

## Final
O título de campeão da Divisão Profissional de 2024 foi decidido em final entre os vencedores dos torneios Apertura e Clausura.
Embora o Conselho da Divisão Profissional tenha decidido, antes do início da temporada, que a final do campeonato seria disputada em duas partidas, em 12 de dezembro de 2024 foi anunciado que, para terminar a temporada antes do Natal, a final seria disputada em jogo único. A partida foi disputada em Cochabamba em 22 de dezembro.
| 22 de dezembro | San Antonio Bulo Bulo | 0 – 2 | Bolívar                             | Estádio Félix Capriles, Cochabamba |
| 17:00 (UTC−4)  |                       |       | 45+1' Ramiro Vaca · 87' Fábio Gomes |                                    |

## Premiação
| Campeonato Boliviano de Futebol de 2024 División Profesional |
| ------------------------------------------------------------ |
| Bolívar Campeão (31.° título)                                |

## Tabela Acumulada
É determinada pela soma de todos os pontos obtidos nos dois torneios da temporada 2024: a fase de grupos do Apertura e todas as partidas do Clausura, totalizando 38 partidas por equipe.
A tabela a seguir é usada para classificação à Copa Libertadores e à Copa Sul-Americana de 2025. Também para determinar o(s) rebaixamento(s).
| Pos | Equipe                  | Pts | J  | V  | E  | D  | GP | GC | SG  | Classificação ou descenso                           |
| --- | ----------------------- | --- | -- | -- | -- | -- | -- | -- | --- | --------------------------------------------------- |
| 1   | Bolívar (C)             | 83  | 38 | 25 | 8  | 5  | 95 | 38 | +57 | Fase de grupos Copa Libertadores da América de 2025 |
| 2   | The Strongest           | 76  | 38 | 23 | 7  | 8  | 79 | 49 | +30 | 2ª fase da Copa Libertadores da América de 2025     |
| 3   | Aurora                  | 62  | 38 | 16 | 14 | 8  | 63 | 47 | +16 | 1ª fase da Copa Sul-Americana de 2025               |
| 4   | Nacional Potosí         | 60  | 38 | 17 | 9  | 12 | 65 | 58 | +7  | 1ª fase da Copa Sul-Americana de 2025               |
| 5   | GV San José             | 59  | 38 | 17 | 8  | 13 | 74 | 54 | +20 | 1ª fase da Copa Sul-Americana de 2025               |
| 6   | Blooming                | 59  | 38 | 17 | 8  | 13 | 48 | 55 | −7  | 1ª fase da Copa Libertadores da América de 2025     |
| 7   | Real Tomayapo           | 54  | 38 | 16 | 6  | 16 | 51 | 53 | −2  |                                                     |
| 8   | Always Ready            | 52  | 38 | 14 | 10 | 14 | 54 | 47 | +7  |                                                     |
| 9   | Jorge Wilstermann       | 49  | 38 | 12 | 13 | 13 | 47 | 44 | +3  |                                                     |
| 10  | Universitario de Vinto  | 48  | 38 | 13 | 9  | 16 | 44 | 54 | −10 | 1ª fase da Copa Sul-Americana de 2025               |
| 11  | Independiente Petrolero | 47  | 38 | 12 | 11 | 15 | 58 | 69 | −11 |                                                     |
| 12  | San Antonio Bulo Bulo   | 45  | 38 | 12 | 9  | 17 | 55 | 65 | −10 | Fase de grupos Copa Libertadores da América de 2025 |
| 13  | Oriente Petrolero       | 45  | 38 | 13 | 6  | 19 | 53 | 71 | −18 |                                                     |
| 14  | Guabirá                 | 40  | 38 | 11 | 7  | 20 | 48 | 64 | −16 |                                                     |
| 15  | Royal Pari              | 37  | 38 | 9  | 10 | 19 | 37 | 56 | −19 | Play-off de acesso/rebaixamento                     |
| 16  | Real Santa Cruz         | 26  | 38 | 7  | 5  | 26 | 38 | 85 | −47 | Rebaixado para a Copa Simón Bolívar 2025            |

## Play-off de acesso/rebaixamento
| 21 de dezembro | Royal Pari                                   | 4 – 0 | Real Oruro | Estádio Ramón Aguilera Costas, Santa Cruz de la Sierra |
| 15:00 (UTC−4)  | Gil 8' · Zurita 16' · Alves 23' · Moreno 59' |       |            |                                                        |

| 23 de dezembro | Real Oruro | – | Royal Pari | Estádio Jesús Bermúdez, Oruro |
| 15:00 (UTC−4)  |            |   |            |                               |